# 国鉄タサ1形貨車
国鉄タサ1形貨車（こくてつタサ1がたかしゃ）は、かつて鉄道省及び1949年（昭和24年）6月1日以降は日本国有鉄道（国鉄）に在籍したタンク車である。

## 概要
タサ1形は、1928年（昭和3年）の車両称号規程改正によりア27000形（ア27000 - ア27099→タサ1 - タサ100）、ア27200形（ア27200 - ア27244→タサ101 - タサ145）、ア27300形（ア27300 - ア27303→タサ146 - タサ149）、ア27320形（ア27320 - ア27354→タサ150 - タサ184）、ア27380形（ア27380 - ア27384→タサ185 - タサ189）、ア27500形（ア27503 - ア27505、ア27509 - ア27514→タサ190 - タサ198）、ア27550形（ア27550、ア27552 ア27558 ア27559、ア27563→タサ199 - タサ203）の合計203両（タサ1 - タサ203）を改番し誕生した形式である。203両の内45両（タサ101 - タサ145）は鉄道省（その後国鉄）所有車でありその後民間会社へ払い下げとなり私有貨車となった車も存在した。
タサ1形となった後も1947年（昭和22年）4月24日までに合計2ロット5両（タサ204 - タサ208）の増備が行われた。この5両も全て他形式からの改造車であった。
落成時の所有者は、日本石油、鉄道省、海軍燃料廠、旭石油、ライジングサン石油、中野興業、小倉常吉（小倉石油）、寶田石油、三菱商事、日本陸運産業株式会社の8社2組織であった。
車体色は黒色、寸法関係はロットにより違いがあるが一例として全長は9,450 mm、全幅は2,589 mm、全高は3,708 mm、軸距は2,743 mm+2,743 mm、実容積は25.5 m3、自重は11.0 t、換算両数は積車3.0、空車1.0であった。

## 形態区分

### タサ1 - 100（旧フア27000形）
タサ1 - 100の前身となるフア27000形は日本初の3軸タンク車で、1913年から1914年にかけて100両が新潟鐵工所で製造された。落成時は専用種別なし、所有は日本石油であった。
荷重は従来車の12 t積みから20 t積みと大きく拡大され、車体設計は従来のイギリス流からドイツ流に移行する過程でドイツやオランダのタンク車に範を取ったヨーロッパ大陸風の設計となった。車端部には制動手室が設けられていたが、これは新潟地方から岩越線（後の磐越西線）経由で石油を輸送する際に大型車のブレーキ力向上を期待したものであった。
タンク体は鋼製でリベット止めとなり、長さは25 ft 8 in (7,823 mm) 、直径は6 ft 9 in (2,057 mm) であった。タンク体中心高さは5 ft 10 in (1,778 mm) で、中央部は台枠に落とし込む構造となり、車輪フランジと重なる部分は半月状の切り欠きが設けられた。。タンク体上部のドームは片側の車端部にオフセットされており、ドームと反対側には制動手室が設置されていた。
台枠はタンク体を落とし込むため中梁を省略したもので、長さは28 ft (8,534 mm) 、軸間距離は9 ft (2,743 mm) ✕ 2であった。車軸は10トン短軸で、台枠幅は5 ft 5 1/2 in (1,664 mm)と狭い。連結器はねじ式で緩衝器を装備し、ブレーキは手ブレーキおよび側ブレーキの併用で両端の2軸に作用する。
1920年には制動手室が撤去され、ア27000形に改称された。1925年の自動連結器化の際は、連結部の台枠を前後にそれぞれ1 ft 7 in (483 mm) ほど延長して自動連結器用緩衝器のスペースを設けた。
1928年の称号規定変更ではタサ1形タサ1 - 100となった。タサ84 - 100は1931年に荷重19 tの揮発油専用車タラ100形タラ109 - 125に改称されたが、1939年までに元番号に復元された。
第二次世界大戦では15両が戦災廃車となり、戦後は85両が残存した。1960年代より老朽廃車が始まり、1965年に最後まで残った12両が廃車された。

### タサ101 - 145（旧フア27200形）
タサ101 - 145の前身はフア27200形で、1915年にフア27200 - 27044の45両が日本車輌製造で製造された。落成時は専用種別なし、所有は鉄道省であり、蒸気機関車の燃料用重油の輸送に使用された。
設計は日本石油向けのフア27000形に類似したもので、制動手室も同様に設けられていた。台枠は長さが前後に3インチずつ延長されて28 ft 6 in (8,686 mm) となったが、軸間距離は従来車と同じ9 ft (2,743 mm) ✕ 2であった。
1920年には制動手室が撤去されてア27200形に改称された。1925年の自動連結器化の際は端部のタンクを切り欠き、自動連結器の緩衝器を収納した。1928年の称号規定変更ではタサ1形タサ101 - 145となり、1931年から1933年にかけては29両が民間に払い下げられた。戦災廃車は払い下げ車のうち5両で発生したが、国鉄に残った16両からは発生しなかった。
国鉄車は1963年に最後の1両が廃車となり、払い下げ車も1965年に最後の1両が廃車となった。

### タサ146 - 149（旧ア27300形）
タサ146 - 149はア27300形として1919年にア27300 - 27303の4両が新潟鐵工所で製造され、1922年に車籍編入された。落成時は専用種別なし、所有は大日本帝国海軍の海軍燃料廠で、常備駅は徳山駅であった。連結器はねじ式であるが、新製時より自動連結器設置が準備されており、タンク体端部の下部は当初より切り欠かれていた。
1928年の改番でタサ146 - 149となった。1両が戦災廃車となり、残る3両は進駐軍の接収を経て1947年頃に日本石油運送（後の日本石油輸送）へ払い下げられた。1965年に最後の1両が廃車となった。

### タサ150 - 184（旧ア27320形）
タサ150 - 184はア27320形27320 - 27354が前身であるが、製造時期とメーカーにより2つのグループが存在する。落成時はいずれも専用種別はなかった。
ア27320 - 27339の20両は1923年川崎造船所製で、落成時の所有者は旭石油、甲号契約（私有貨車の保守を国鉄ではなく所有者が行う制度）による授受駅は秋田駅であった。基本構造はア27200形に準ずるが、将来の自動連結器化に備えてタンク体の両端下部に切り欠きが入っていた。
ア27340 - 27354の15両は1927年日本車輌製造製で、落成時の所有はライジングサン石油、常備駅は野田駅・石油駅・野内駅であった。当初より自動連結器を装備するほか、輪軸は長軸を採用したため台枠の幅が約350 mm広くなった。1937年頃には空気ブレーキが追加された。
1927年から1928年にかけてア27320 - 27322・27324・27333・27344 - 27347の10両が19 t積みの揮発油専用車となったが、1928年の改番でア27320 - 27339が19 t積み車も含めてタサ150 - 169に、ア27340 - 27354がタサ170 - 184に改称された。揮発油専用車は1930年にタラ100形へ改称されたが、タラ106 - 108の3両は改称から19日でタサ1形タサ175 - 177に復元された。
戦時中は敵産管理法により接収されたが戦後にシェル石油へ返還され、一部はガソリン専用車として使用された。1968年まで使用された。

### タサ185 - 189（旧ア27380形）
タサ185 - 189の前身はア27350形で、1924年にア27350 - 27354の5両が新潟鐵工所で製造された。落成時の常備駅は新津駅であった。
1927年のア27320形の増備による番号重複を避けるため、従来のア27350形はア27380形ア27380 - 73384に改称された。1928年の改番ではタサ1形タサ185 - 189となった。戦後は日本石油輸送の所有となり、1965年までに全廃された。

### タサ190 - 198（旧ア27500形）
タサ190 - 198はア27500形として1919年にア27500 - 27509の10両が、同年末にア27510 - 27514の5両が製造された。落成時の所有は小倉石油店で、常備駅は隅田川駅であった。小倉石油店は1914年に株式会社の小倉石油となっている。
1927年にア27500 - 27502・27506 - 27508の6両が除籍され、残存車は1928年の改番でタサ190 - 198となった。小倉石油は1941年に日本石油に吸収合併された。戦後も日本石油の所有で1960年頃まで使用されたが、1両は日本石油輸送に移籍して1963年まで使用された。

### タサ199 - 203（旧ア27550形）
タサ199 - 203はア27550形が前身で、1919年にア27550 - 27559の10両が、1920年にア27560 - 27564の5両が製造された。いずれも日本車輌製造製で落成時の専用種別はなく、所有は宝田石油、常備駅は沼垂駅であった。
1926年と1927年に合計10両が廃車されており、残存した5両が1928年の改番でタサ199 - 203に改称された。戦後は日本石油と日本石油輸送で使用され、1965年に消滅した。

### タサ204 - 207（元台湾向け）
タサ204 - 207の4両は台湾で使用されていた貨車を編入したもので、1934年に車籍編入された。専用種別なし、所有は三菱商事、常備駅は浪速駅であった。足回りは台湾仕様の短軸で、台枠の幅も狭くなっている。
戦後は三菱石油の所有となったが、1958年に消滅した。

### タサ208（戦災復旧車）
タサ208は戦災車の3軸タンク車を復旧して1947年に1両が製作されたもので、落成時は日本陸運産業の所有、常備駅は浜安善駅であった。他社への移籍を経て1959年に廃車となった。

### 車番履歴
| 改造前形式 | 両数  | 改造前車番号                                | 改造後車番号      | 落成時所有者               | 備考                                                                                       |
| ---------- | ----- | ------------------------------------------- | ----------------- | -------------------------- | ------------------------------------------------------------------------------------------ |
| ア27000形  | 100両 | ア27000 - ア27099                           | タサ1 - タサ100   | 日本石油                   |                                                                                            |
| ア27200形  | 45両  | ア27200 - ア27244                           | タサ101 - タサ145 | 鉄道省                     |                                                                                            |
| ア27300形  | 4両   | ア27300 - ア27303                           | タサ146 - タサ149 | 海軍燃料廠                 |                                                                                            |
| ア27320形  | 35両  | ア27320 - ア27354                           | タサ150 - タサ184 | 旭石油、ライジングサン石油 |                                                                                            |
| ア27380形  | 5両   | ア27380 - ア27384                           | タサ185 - タサ189 | 中野興業                   |                                                                                            |
| ア27500形  | 9両   | ア27503 - ア27505、ア27509 - ア27514        | タサ190 - タサ198 | 小倉常吉                   | ア27500形は15両（ア27500 - ア27514） が在籍したが当時すでに廃車となっていた 車両が存在する |
| ア27550形  | 5両   | ア27550、ア27552、ア27558、ア27559、ア27563 | タサ199 - タサ203 | 寶田石油                   | ア27550形は15両（ア27550 - ア27564） が在籍したが当時すでに廃車となっていた 車両が存在する |
| 台湾車輌   | 4両   |                                             | タサ204 - タサ207 | 三菱商事                   |                                                                                            |
| 戦災三軸車 | 1両   |                                             | タサ208           | 日本陸運産業株式会社       |                                                                                            |

## 形式変更車

### タラ100形
ア27320形は積載荷重が19 t 車と20 t 車に混在する形式であったが、全車がタサ1形に附番されてしまった。1930年（昭和5年）12月2日に9両（タサ150 - タサ152、タサ154、タサ163、タサ174 - タサ177→タラ100 - タラ108）、1931年（昭和6年）2月12日に22両（タサ84 - タサ100、タサ199 - タサ203→タラ109 - タラ130）の19 t 車が新形式であるタラ100形に再附番され混在問題は解消された。
以上合計31両（タラ100 - タラ130）がタラ100形として在籍したが、その後25両（タラ106 - タラ130）がタサ1形に復元され旧番号へ復帰した。残る6両の内最後まで在籍した1両（タラ105）が1968年（昭和43年）7月23日に廃車となり同時にタラ100形は形式消滅となった。